# Alex Tachie-Mensah
Alexander Tachie-Mensah (Accra, 15 de fevereiro de 1977) é um ex-futebolista ganês. Atuou na Copa do Mundo FIFA de 2006.